# Ступица

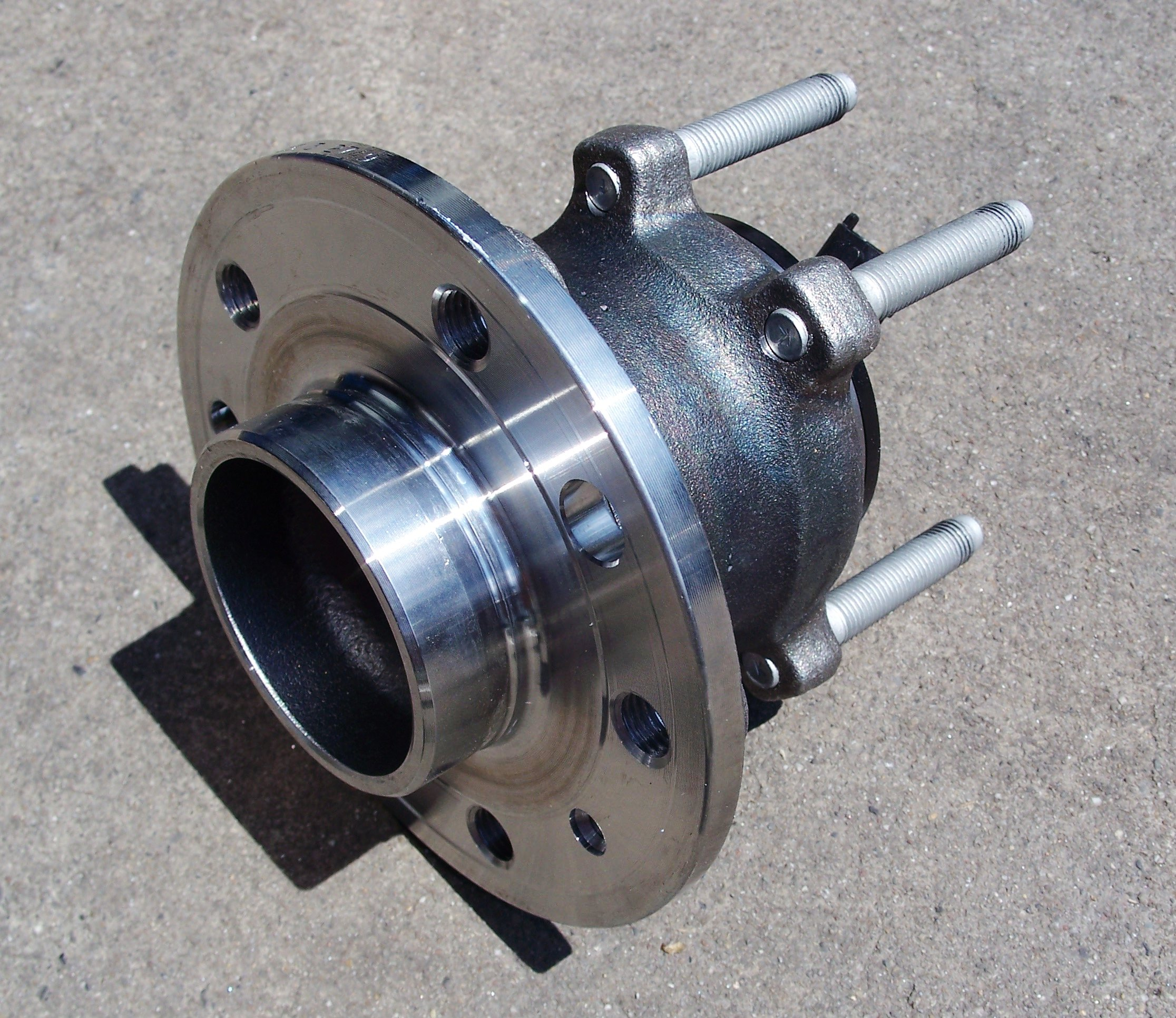
Ступица колеса

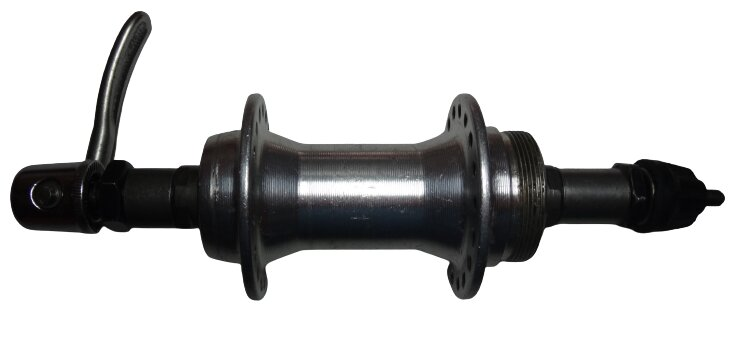
Ступица (втулка) колеса велосипеда (вращается вокруг неподвижной оси)

Ступи́ца в общем случае — центральная часть вращающейся детали с отверстием (колеса, маховика, шкива, зубчатого колеса и т. д.) для насадки на вал или ось. Соединяется с вращающимся ободом спицами или диском; ступицу колеса, маховика и т. п. обычно делают утолщенной относительно главного обода.
Диаметр ступицы для обеспечения прочности должен составлять не менее 1,5 диаметра отверстия, длина (глубина) ступицы для предотвращения перекоса детали на валу должна быть не менее диаметра отверстия. Отверстие ступицы обычно имеет шпоночный паз или шлицевый профиль для передачи крутящего момента. Если же деталь свободно вращается на оси, то в отверстие ступицы запрессовывают заглушки или подшипники качения.
Ступицы для деревянных колес конных экипажей изготовлялись в России, как правило, из вяза, дуба, ясеня, березы; центральное отверстие для оси высверливалось или выдалбливалось, для закрепления колесных спиц по внешнему краю ступицы с помощью бурава и долота высверливались небольшие глухие отверстия-гнезда. Если колеса предназначались для железных осей, в отверстия ступиц вставлялись железные втулки; во избежание рассыхания ступицы последняя смазывалась маслом, осмаливалась или покрывалась варом и иногда обтягивалась двумя-тремя железными обручами.
На маленьких и простых колесах ступица может фактически отсутствовать, её роль играет просто отверстие в колесном диске. Существуют также специальные конструкции колеса без ступицы.